# Medicina Internacia Revuo
Medicina Internacia Revuo (tên đầy đủ bằng tiếng Anh: International Medicine Review) là một tạp chí khoa học Y tế của Ba Lan, được thành lập năm 1923, bởi Trung tâm chăm sóc sức khỏe UMEA SHINODA-KURACEJO và Đại học Jagiellonian. Tạp chí là nơi xuất bản các công trình nghiên cứu liên quan đến dược phẩm và khoa học sức khỏe. Cụ thể như: Y học, Vật lý trị liệu, Dược phẩm, Công nghệ sinh học, Điều dưỡng và Đạo đức Y tế. Tạp chí xuất bản dưới 2 thứ tiếng (tiếng Anh và tiếng Ba Lan), một năm có 2 số.

## Mã số xuất bản
- ISSN: 0465-5435 (bản in)
- GICID: 71.0000.1500.0319
- Nhà xuất bản: Trung tâm chăm sóc sức khỏe UMEA SHINODA-KURACEJO[1] và Đại học Jagiellonian

## Ban biên tập[3]

### Tổng biên tập
- Giáo sư Włodzimierz Opoka, Khoa Hóa vô cơ và Phân tích, Đại học Jagiellonian

### Phó tổng biên tập
- Giáo sư Bożena Muszyńska, Ba Lan
- Tiến sĩ Christoph Klawe, Đức

### Biên tập viên
- Tiến sĩ Massimo Tusconi, Ý
- Giáo sư Stanisław Majewski, Ba Lan
- Giáo sư E. James Lieberman, Hoa Kỳ
- Giáo sư Eva Bojaghijeva, Ba Lan
- Giáo sư Andrzej Kierzek, Ba Lan
- Giáo sư Maciej Tęsiorowski, Ba Lan
- Giáo sư Ewa Poleszak, Ba Lan
- Phó giáo sư Dariusz Adamek, Ba Lan
- Giáo sư Małgorzata Paprocka-Borowicz, Ba Lan
- Giáo sư Jacek Sapa, Ba Lan
- Giáo sư Jolanta Pytko - Polończyk, Ba Lan
- Phó giáo sư Nikolao Sigajev, Liên bang Nga
- Tiến sĩ Barbara Jasiewicz, Ba Lan
- Tiến sĩ Andrzej Moniczewski, Ba Lan
- Tiến sĩ Małgorzata Frankowska, Ba Lan
- Tiến sĩ Anna Sadakierska-Chudy, Ba Lan
- Tiến sĩ Imre Ferenczy, Hungary
- Tiến sĩ Jadwiga Kuciel-Lewandowska, Ba Lan

### Biên tập viên kỹ thuật
- Tiến sĩ Agata Kryczyk, Ba Lan
- Tiến sĩ Jan Lazur, Ba Lan